# Песчаное (озеро, Екатеринбург)
Песча́ное — озеро в Свердловской области России, в окрестностях Екатеринбурга, к северо-западу от него. Административно на территории муниципального образования «город Екатеринбург», в Железнодорожном районе города, в 4 км севернее посёлка Северки, относится к бассейну реки Исеть.
Гидрологический памятник природы областного значения. Охрана озера Песчаного возложена на учебно-опытный лесхоз УГЛТУ.
Окружённое горами и густыми лесами, озеро одно из самых красивых мест в окрестностях Екатеринбурга. С северного берега круто уходит вверх гора Пшеничная (427 м), с запада примыкает гора Острая.

## Гидрография
Площадь водной поверхности озера — 0,36 км², отметка уреза воды — 311 м. Основное питание озера за счёт поверхностных и подземных вод местного стока. Протяжённость береговой линии около 2,5 км. Максимальная глубина озера — 3,5 м, средняя глубина — 1 м. В озеро впадает ручей Чёрный, а вытекает речка Берёзовка. Вода в озере пресная, чистая, прозрачная, дно — песчаное, без резких перепадов, полого спускается к середине водоёма. Западный берег заболочен.
В озере водится рыба: окунь, чебак, щука, карась, гольян.
Из Екатеринбурга до озера можно доехать автомобильным транспортом по новому Московскому тракту, свернув на 25 км. Озеро Песчаное привлекает внимание туристов и отдыхающих. По берегам озера расположилось несколько оздоровительных и спортивных лагерей.

## История
25 июля 1951 года основана спортивно-оздоровительная база «Буревестник» УГТУ-УПИ, ныне — Спортивно-оздоровительный комплекс «Песчаное», в 1970-е здесь выстроены летние домики. Затем появилась база отдыха Лесотехнического института, детский лагерь. С 1970-х годов озеро стало загрязняться, к 2006 рекреационная нагрузка до 20 раз превышала допустимую, наблюдается интенсивное «цветение», заиление дна, рекреационные зоны недостаточно благоустроены, отмечается загрязнение воды по бактериологическим показателям. В 1996 восточный берег был благоустроен и частично очищен, на дно близ берега подсыпан песок, однако вскоре оно вновь стало заиливаться. С этого времени перед въездом на озеро был организован пропускной пункт, на котором взимается плата за проезд. С конца 1990-х летом в выходные дни по дороге к озеру выстраивается огромная многокилометровая автомобильная пробка (иногда достигающая посёлка Северка).
С 2010 года подъезд на берег озера возможен только на платные парковки, все доступные берега для прохода пешком полностью обнесены заборами.

## Экология
Для сохранения озера как природного объекта и памятника природы требуется установить вокруг озера 300-метровую водоохранную зону и вынести за её пределы всю хозяйственную деятельность. Кроме того, установить водоохранные знаки и благоустроить зону отдыха и территории баз и лагерей. Согласно ежегодно утверждаемому Главой Екатеринбурга «Перечню природоохранных мероприятий» к 2006 выполнен I этап благоустройства прибрежных полос озера. На II этапе планируется снижение рекреационной нагрузки, создание нормативных зон отдыха. В 2007 началась разработка комплексной инвестиционной программы в рамках долевого финансирования из областного фонда муниципального развития по оздоровлению водных объектов и благоустройству зон рекреации, расширение сети постов контроля и мониторинга. В июне ежегодно проходит российский студенческий экологический семинар.
Последний период озеро ежегодно признаётся непригодным для купания, так как вода не соответствует санитарным нормам, в том числе в 2012 году.